# Idaea galeata
Idaea galeata är en fjärilsart som beskrevs av Sterneck 1940. Idaea galeata ingår i släktet Idaea och familjen mätare. Inga underarter finns listade i Catalogue of Life.